# Pederstrup (Faaborg-Midtfyn Kommune)
 Der er flere lokaliteter med dette navn, se Pederstrup.
Pederstrup er en by på Fyn med 203 indbyggere i byområdet (2013). Pederstrup er beliggende syv kilometer nord for Ringe og fire kilometer syd for Årslev. Byen tilhører Faaborg-Midtfyn Kommune og er beliggende i Sønder Højrup Sogn.
Pederstrup Station ligger i stationsbyen og fungerer som station på Svendborgbanen, der er få kilometer til Svendborgmotorvejen.

## Pederstrup-æblet
Landsbyen er hjemstedet for den danske æblesort Pederstrup-æblet, hvis oprindelse kan spores tilbage til 1858. I dette år viste en gårdmand æblet til en handelsgartner H. Larsen fra Odense, der siden opformerede træet i store mængder. Æblet er en mellemting mellem et spiseæble og et madæble og nød en overgang ret stor udbredelse i Danmark. I 1920 var sorten efter antal træer nr. 6 i planteskolerne og nr. 5 i frugtplantagerne. I dag regnes det for en lidt gammeldags, men klassisk dansk æblesort.